# Austrochthonius semiserratus
Austrochthonius semiserratus är en spindeldjursart som beskrevs av Beier 1930. Austrochthonius semiserratus ingår i släktet Austrochthonius och familjen käkklokrypare. Inga underarter finns listade.